# Касьянов, Илья Анатольевич
Илья́ Анато́льевич Касья́нов (28 мая 1961, Сочи, Краснодарский край, РСФСР, СССР — 8 ноября 1999, Бамут, Ачхой-Мартановский район, Чечня, Россия) — российский офицер, подполковник. Герой Российской Федерации (1995). Начальник разведки 166-й гвардейской отдельной мотострелковой бригады. Участник Первой и Второй чеченских войн.

## Биография
Родился 28 мая 1961 года. В 1978 году, после окончания Минского суворовского училища, поступил в Киевское высшее общевойсковое командное училище.
После окончания училища в 1982 году служил в должностях командира разведвзвода в Дальневосточном военном округе.
В период с 1984 по 1986 годы был направлен для прохождения службы в Афганистан. Участник боевых действий в составе Ограниченного контингента советских войск. С середины 1984 года — капитан, командир разведывательной роты 101-го мотострелкового полка 5-й гвардейской мотострелковой дивизии.
21 ноября 1984 года БМП Касьянова наехала правой гусеницей на скрытый управляемый фугас на западной окраине Герата. Взрывом вырвало треть корпуса машины, а башню вытолкнуло вертикально вверх. Башня, перевернувшись в воздухе люком вниз, упала на грунт, зажав, но не раздавив туловище Касьянова.
С 1984 по 1985 гг. он проходил лечение в госпиталях Шинданда, Ташкента, Ростова-на-Дону, Киева, где врачи делали ему очень сложные операции и спасли ногу. За Афганистан командир разведывательной роты капитан Касьянов был представлен к званию Героя Советского Союза, но получил только орден Красной Звезды.
С 1986 года Илья Касьянов проходил службу в Белорусском военном округе. В 1988—1992 годах был на службе в Польше.
В июне 1993 года его назначили начальником разведки 166-й гвардейской отдельной мотострелковой бригады. В 1994 году бригада направляется в Чечню.

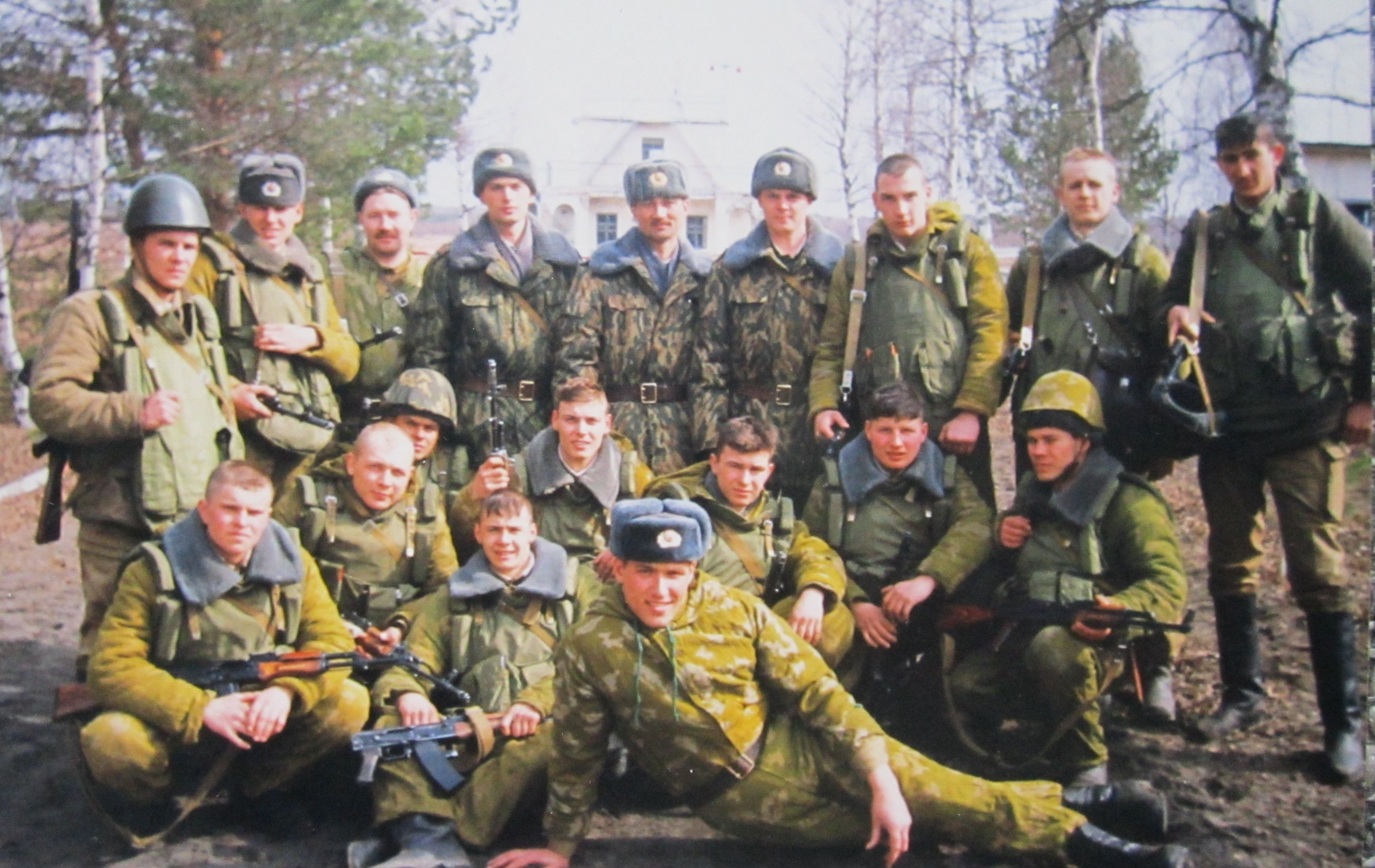
Учение отдельной разведроты 166-й ОМСБр: 1. В.Гораздов, 2. А.Литвиненко, 3. С.Терентьев, 4. к-р разведроты ст. л-т Булгаков, 5. начальник разведки бригады подп. И. А. Касьянов, 6. л-т Долгий, 7. И. Ю. Штефан, 8. Е.Долгополов, 9. М.Клычёв, 10. П.Ненашев, 11. А.Шумкин, 12.А.Вячин, 13. В.Селиванов, 14. А.Косий, 15. В.Лукин, 16. Иванов, 17 Рубанов. 16 апреля 1997 г., город Тверь

8 февраля 1995 года 166-я гв. ОМСБр., получила задание выйти в район Гикаловского с целью захвата господствующих высот и завершения окружения Грозного.
В ночь с 20-го на 21-е февраля начался штурм. Решительными и смелыми действиями разведчиков во главе с майором Касьяновым высота была взята, кольцо блокады вокруг Грозного замкнулось.
15 мая 1995 года за мужество и героизм, проявленные при выполнении специального задания, Указом Президента Российской Федерации И. А. Касьянов и его подчинённый, начальник штурмовой группы капитан Баталов Игорь Адольфович были удостоены звания Героя Российской Федерации.
В 1996 году, после подписания Хасавюртовских соглашений, подполковник Касьянов продолжил службу в должности начальника разведки 166-й гв. ОМСБр. в городе Тверь.
В 1997 году Касьянов окончил курсы по подготовке военных наблюдателей ООН и служил военным наблюдателем в Югославии и в Западной Сахаре, за что был награждён медалью ООН «На службе мира».
После возвращения в Россию в 1998 году Касьянов стал преподавателем учебного центра Общевойсковой академии.
В конце октября 1999 года Касьянов выехал с группой слушателей в свою вторую командировку в Чечню, под Бамут.
8 ноября 1999 года Касьянов с группой офицеров вышел на рекогносцировку метрах в четырёхстах от переднего края. Противник открыл огонь из миномёта, из четырёх выпущенных мин три прицельно накрыли группу. Пять человек погибли сразу, Илья Анатольевич оказался раненым, его ноги, руки, шея были посечены осколками. Пилот вертолёта, вызванного для эвакуации раненого Касьянова, не имел опыта полёта в горах и не сумел посадить машину. Другой вертолёт из-за опустившегося тумана тоже не смог совершить посадку. Было принято решение везти Касьянова на БМП.
В медчасти полка хирурга не оказалось, поэтому Касьянова отправили в медчасть подразделения Внутренних войск. Нужна была кровь для переливания, её, к несчастью, также не оказалось. Через 6 часов 20 минут после ранения Илья Анатольевич Касьянов скончался.
Посмертно награждён орденом Мужества.
Похоронен в городе Тверь на Аллее Славы Дмитрово-Черкасского кладбища. Здесь ему не раз приходилось хоронить товарищей. Здесь же он сказал другу Александру Харченко:

 ...Каждый из нас и все мы вместе – это Россия. Мы должны помнить всё, что было. И не только радостное, но и трагическое, плохое. Иначе у нас не будет будущего. Это не мои слова, но я искренне так думаю. Если мы будем помнить, почитать матерей, стариков, могилы предков, могилы своих товарищей, значит, мы живы!...

## Награды
- Медаль «Золотая Звезда» Героя Российской Федерации (15.05.1995 г. — № 155) — «За мужество и героизм, проявленные при выполнении специального задания»;
- Орден Мужества (4.02.2000 г. — № 37784);
- Орден Красной Звезды (21.11.1985 г. — № 3769119);
- Орден Красной Звезды (19.12.1991 г. — № 3793980).

## Память
- В память об И. А. Касьянове установлена мемориальная доска на здании школы № 14 города Дзержинска Нижегородской области[4];
- В память о И. А. Касьянове в городе Твери была переименована улица в микрорайоне Мамулино[5];
- В городе Дзержинске установлена мемориальная доска на доме 50а по улице Терешковой, в котором И. А. Касьянов жил вместе с родителями[2];
- В честь И. А. Касьянова установлена мемориальная плита на здании Минского суворовского училища[3].